# Павел (корвет, 1804)
«Павел» — 18-пушечный парусный корвет Черноморского, затем Балтийского флота Российской империи. Участник войн с Францией 1804—1807 годов.

## История службы
В 1804 году в Херсоне был куплен транспорт, который после переоборудования в корвет вошёл в состав Черноморского флота. В 1805 году корвет выходил в практическое плавание в Чёрное море, в следующем году совершил учебное плавание по Чёрному морю с гардемаринами и кадетами на борту.
Принимал участие в участие в войнах с Францией 1804—1807 годов. Перейдя из Севастополя в Корфу, осенью 1806 года присоединился к эскадре вице-адмирала Д. Н. Сенявина. В 1807 году, находясь у острова Святой Мавры, выполнял функции по его защите. А в 1808 году, после ухода эскадр Д. Н. Сенявина и И. О. Салтанова, был оставлен в Корфу.
После 27 сентября 1809 года корвет «Павел» был продан французскому правительству, а экипаж вернулся в Россию.

## Командиры корвета
С 1805 по 1807 год командиром корвета «Павел» служил М. Н. Кумани.